# Tanjang
Tanjang (egyszerűsített kínai írással: 丹阳) város Kínában, Csiangszu tartományban. Lakosainak száma 988 900 fő (2020).

## Népesség
| 2018 | 806 300 |
| 2020 | 988 900 |

## Közlekedés
Vasútállomások
Tanjangban három vasútállomás található:
- Tanjang vasútállomás, valójában két különálló, szomszédos, de egymással nem összefüggő állomás. A régi állomást a Huning vasútvonal rendszeres vonatai szolgálják ki. Az új állomást a Huning Intercity High-Speed Railway (Nanjing és Sanghaj között) nagysebességű vonatai szolgálják ki.
- Tanjang északi pályaudvar, a város északi részén, amelyet a Peking–Sanghaj nagysebességű vasútvonal nagysebességű vonatai szolgálnak ki (Sanghaj és Peking között). Tanjang északi állomása a Tanjang–Kunsan vasúti híd elején található, amely jelenleg a világ leghosszabb hídja.

A nagysebességű vonatok (a menetrendekben jellemzően G-sorozatú vagy D-sorozatú vonatokként szerepelnek) körülbelül másfél óra alatt jutnak el Sanghajba, és körülbelül 30 perc alatt Nankingba, a tartományi fővárosba. A Tanjang északi pályaudvarról Pekingbe közlekedő közvetlen járat menetideje körülbelül 4 óra 30 perc. 

## Testvérvárosok
- Elektrostal